# Epifrase
Een epifrase is een stijlfiguur waarbij aan een schijnbaar volledige uitleg een extra verklaring wordt toegevoegd, om de uitleg te onderstrepen of onderuit te halen.
voorbeeld
- Toen hij uitgesproken was en we totaal overdonderd waren, kwam G.
- Zijn kat kon apporteren, zo lief.
- Dat is misschien wel de diepzinnigste gedachte ooit. Niet dus.